# الحزب الديمقراطي الفولتي
الحزب الديمقراطي الفولتي - التجمع الديمقراطي الإفريقي (بالفرنسية: Parti Démocratique Voltaïque–Rassemblement Démocratique Africain)‏ كان حزبًا سياسيًا في فولتا العليا الفرنسية.

## التاريخ
تأسس الحزب باعتباره الفرع الفولتي للتجمع الديمقراطي الإفريقي في عام 1946 من قبل جبريل فيناما وعلي بارود، بدعم من دانييل أوزين كوليبالي. وقد استمد دعمه من الشباب المتعلمين من سكان المنطقة الغربية من الإقليم الذين عارضوا سلطات الزعماء التقليديين.
في انتخابات الجمعية الإقليمية في عام 1952، احتل الحزب المركز الثالث بعد الاتحاد الفولتي وتجمع الشعب الفرنسي.
في عام 1956 اندمج الحزب مع الحزب الاجتماعي لتحرير الجماهير الإفريقية لتشكيل الحزب الديمقراطي الموحد.